# Balangoda
Balangoda är  centralort för Balangoda Division i Sri Lanka. Den ligger i provinsen Sabaragamuwa, i den södra delen av landet, 100 km öster om huvudstaden Colombo. Balangoda ligger 535 meter över havet och antalet invånare är 12 735. Det administrativa området har 81 105 invånare.
Terrängen runt Balangoda är varierad. Runt Balangoda är det ganska tätbefolkat, med 149 invånare per kvadratkilometer. Det finns inga andra samhällen i närheten. I omgivningarna runt Balangoda växer i huvudsak städsegrön lövskog.